# Валрам III (Моншау)
Валрам III (VI) фон Моншау (на немски: Walram III Monschau; Waleran VI von Monschau; † ок. 5 февруари 1266) от Дом Лимбург-Арлон е господар на замък Моншау.

## Биография
Той е син на Валрам II фон Моншау († 1242) и съпругата му графиня Елизабет фон Бар († 1262), дъщеря на граф Теобалд I от Бар († 1214) и третата му съпруга графиня Ермезинда II Люксембургска († 1247).
Валрам III (VI) фон Моншау се жени 1250/1251 г. за Юта фон Равенсберг (* ок. 1223; † сл. 1302), наследничка на Флото и Фехта, вдовица на граф Хайнрих III фон Текленбург († 1247), дъщеря на граф Ото II фон Равенсберг († 1244) и София фон Олденбург († 1261). Те нямат деца.
През 1252 г. Валрам III и Юта, заедно с майка ѝ София фон Олденбург, продават Емсланд и Фехта за 40 000 марки на епископ Ото II фон Мюнстер († 1259). Освен това Юта подарява подаръците си от първия брак на епископството Мюнстер.